# Bücker Bü 134
Il Bücker Bü 134 era un aereo da turismo monomotore ad ala alta sviluppato dall'azienda aeronautica tedesca Bücker Flugzeugbau GmbH negli anni trenta e rimasto allo stadio di prototipo.
Destinato al mercato dell'aviazione generale, nella classe degli statunitensi "Cub" (Taylor Cub, Taylor/Piper J-2 Cub, Piper J-3 Cub), a causa delle prestazioni espresse dal prototipo giudicate inferiori alle aspettative non venne avviato alla produzione in serie ed il suo sviluppo venne abbandonato.

## Storia del progetto
Dopo il successo commerciale ottenuto con il biposto da addestramento Bü 131 "Jungmann", Carl Clemens Bücker decise di avviare lo sviluppo di un nuovo modello destinato alla fascia di clientela del biposto Taylor Cub, ovvero piloti privati, aeroclub e scuole di volo. Il simultaneo sviluppo del monoposto Bü 133 "Jungmeister" convinse Bücker che le strutture dell'impianto originale di Johannisthal, nei pressi di Berlino, non erano in grado di gestire i futuri ordini e per ovviare al problema contattò l'architetto Otto Werner che incaricò di progettare un nuovo stabilimento più grande dove trasferire la produzione. La nuova struttura sorse a Rangsdorf, nel circondario del Teltow-Fläming.
Il nuovo modello, indicato come Bü 134 in base al sistema di designazione del Reichsluftfahrtministerium (RLM), riproponeva l'impostazione simile a quella dei modelli statunitensi a cui si ispirava, un monomotore caratterizzato dalla cabina di pilotaggio chiusa a due posti affiancati, dalla velatura monoplana ad ala alta controventata e dotato di carrello fisso.
Il prototipo Bü 134 V1, immatricolato D-EQPA, venne portato in volo per la prima volta nel corso del 1936 ma durante le prove venne giudicato carente nelle caratteristiche di volo e nella visibilità anteriore da parte dei piloti; le prestazioni inferiori alle aspettative suggerirono la sospensione dello sviluppo del progetto. Il velivolo venne utilizzato dall'azienda fino a che rimase distrutto nell'incendio dell'hangar in cui era rimessato, il 21 maggio 1939.

## Tecnica
Il Bü 134, realizzato in tecnica mista, riproponeva un'impostazione generale dei modelli statunitensi indicati come "Cub", monoplani leggeri biposto a cabina chiusa e carrello fisso.
La fusoliera, realizzata con una struttura metallica in tubi in acciaio al cromo-molibdeno, incorporava la cabina di pilotaggio chiusa a due posti affiancati accessibili da due sportelli laterali, dotata di finestrature che si estendevano anche sulla parte superiore. Posteriormente terminava in un impennaggio convenzionale monoderiva.
La velatura era monoplana, con l'ala posizionata alta a livello del soffitto della cabina di pilotaggio e collegata alla fusoliera tramite una coppia di aste di controvento "a V", una per lato. Per facilitarne l'hangaraggio ed il trasporto le due semiali erano ripiegabili verso coda.
Il carrello era di tipo convenzionale, un biciclo fisso integrato posteriormente da un ruotino d'appoggio posizionato sotto la coda, dotato di elementi principali ad assorbimento di tipo "a molla flessionale".
La propulsione era affidata ad un motore Hirth HM 504, un 6 cilindri in linea rovesciato raffreddato ad aria in grado di erogare una potenza pari a 105 CV (77 kW), posizionato all'apice anteriore della fusoliera racchiuso in una cofanatura dotata di presa d'aria anteriore e collegato ad un'elica bipala a passo fisso.